# Mosaic
Mosaic er en webbrowser og gopherklient udviklet af National Center for Supercomputing Applications (NCSA) ved University of Illinois at Urbana-Champaign i Illinois, USA.
Udviklingen begyndte i december 1992, og version 1.0 blev lanceret 22. april 1993. Det første version fandtes kun til Unix, men i oktober 1993 blev der også lavet en udgave til Amiga. Version 2.0 blev frigivet i december 1993, hvor der også kom udgaver til Microsoft Windows og Apple Macintosh.
Mosaic var den første browser, der kunne vise billeder inline som en del af siden. WorldWideWeb, der var verdens første webbrowser, viste billeder ved at åbne dem i nye vinduer.
Mosaic kunne hentes gratis til privat brug og blev hurtigt den mest populære webbrowser. Inden for et år efter frigivelsen af version 1.0 var programmet blevet downloadet over en million gange.
Marc Andreessen, der sammen med Eric Bina var leder af udviklingsgruppen, forlod NCSA og var i 1994 med til at stifte Mosaic Communications Corporation, det senere Netscape Communications Corporation, som producerede webbrowseren Netscape Navigator, der senere overtog rollen som den mest udbredte webbrowser.
Firmaet Spyglass licensierede kildekode og varemærker fra NCSA til at lave deres egen webbrowser, men de benyttede sig aldrig af koden. I 1995 blev deres browser licensieret af Microsoft, der benyttede den som grundlaget for Internet Explorer.